# Domkapitel Minden
Im Domkapitel Minden waren die Domherren des Mindener Doms zusammengeschlossen. Es geht bis in die Entstehungsphase des Bistums Minden zurück. Seit der Reformation setzte es sich aus evangelischen und katholischen Mitgliedern zusammen. Es bestand bis zur Säkularisation im Jahre 1810.

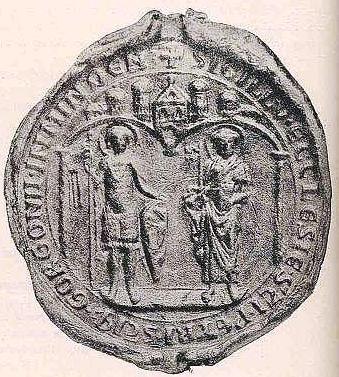
Siegel des Domkapitels aus dem Jahr 1227

## Geschichte

### Anfänge
Das Domkapitel ist vermutlich im Zuge der Reichsversammlung des Jahres 799 gegründet worden. Sicher bezeugt ist das Domkapitel als monasterium ab 961 als Otto I. der Gemeinschaft das Bischofswahlrecht zugestand. Spätere Kaiser wie Heinrich II. erneuerten dieses Recht. Anfangs gab es enge auch personale Beziehungen zum Kloster Fulda, später wurde Kloster Lorsch wichtiger. Eine erste eigenständige Urkunde des Kapitels stammt aus dem Jahr 1025. In dieser Zeit dürfte noch ein gemeinschaftliches Leben bestanden haben. Neben der Feier der Gottesdienstes, betrieben die Mitglieder Seelsorge und unterhielten die Domschule. Bis ins hohe Mittelalter hat sich das Gemeinschaftsleben erhalten. Noch in der ersten Hälfte des 13. Jahrhunderts gab es Reste der Vita communis. Aber bereits zu dieser Zeit lebten die Domherren wohl nicht mehr in einer wirklichen klosterähnlichen Gemeinschaft. Es gab aber eine gemeinsame Güterverwaltung, die sich von der des Bischofs trennte. Bereits seit dem 12. Jahrhundert gibt es Hinweise auf Domherrenkurien. Insgesamt löste sich das Gemeinschaftsleben zwischen dem 12. und 13. Jahrhundert auf. Bezeichnend auch, dass sich die Kanoniker zuvor als fratres, später aber als domini bezeichneten.

### Struktur und Rechte im Mittelalter
Bereits im 11. Jahrhundert erscheinen in den Urkunden verschiedene Dignitäten. An der Spitze stand der Dompropst, ferner werden Dekan, Kellner, Kustos und Scholaster genannt.
Es kam im 13. Jahrhundert zur Festlegung von 24 Dompräbenden. In einem Statut von 1258 werden 24 Kanonikate erwähnt. Diese entfielen auf 22 Domherren, den Dekan und den Propst. Die Mitglieder hatten das Recht der Bischofswahl, verwalteten die Archidiakonate des Bistums und besetzten auch die Propststellen der Kollegiatstifte St. Martini und St. Johannis. Ebenfalls in dieser Zeit wurden die Einkünfte der Kanoniker geregelt. Neben den Archidiakonaten wurden dem Kapitel zehn Ämter des Bistums zur Verwaltung übertragen. Hinzu kamen acht Zehnten. Das Kapitel hatte das Recht die Mitglieder, mit Ausnahme einiger päpstlicher und kaiserlicher Sonderrechte frei zu wählen. Ein erheblicher Teil der Bischöfe von Minden ging aus dem Domkapitel hervor. In der Zeit zwischen 1150 und 1400 waren von 23 Bischöfen 14 vor ihrer Wahl Mitglied im Domkapitel gewesen.
Ohne die Zustimmung der Domherren konnten die Bischöfe keine Güter mehr verkaufen. Mussten dem zunächst auch die übrigen Geistlichen und die Ministrale („das Volk“) zustimmen, hat das Domkapitel ab dem 12. Jahrhundert dieses Recht monopolisiert. Seit dieser Zeit sind zum Zweck der Beurkundung auch eine größere Zahl von Siegel des Domkapitels erhalten. Die Siegel des 13. und 14. Jahrhunderts zeigen den Heiligen Petrus und später auch den Heiligen Gorgonius. Beide waren Patrone der Domkirche.
Der Bedeutungsgewinn des Kapitels hing auch damit zusammen, dass es ihm gelang, sein ab dem 12. Jahrhundert entstehendes Sondervermögen weiter auszubauen. Dagegen nahmen die bischöflichen Einkünfte unter anderem durch seine landesherrlichen Pflichten ab. Als die Bischöfe im 14. Jahrhundert Steuern erheben mussten, um die Herrschaftsausgaben bestreiten zu können, konnten sie nicht verhindern, dass das Domkapitel die Kontrolle über die Steuereinziehung an sich bringen konnte. Auch über die Ausgaben erlangte es Einfluss.
Seit 1353 wurden die Rechte des Kapitels vertraglich in Form einer Wahlkapitulation festgeschrieben. Ohne Zustimmung des Kapitels durfte kein Kirchenbesitz veräußert werden. Der Bischof hatte den Bau fremder Burgen im Hochstift Minden zu verhindern. Außerdem durfte er die Rechte der Domherren in der Domimmunität und die dortige Gerichtsbarkeit des Kapitels über Volk und Klerus nicht antasten. Urteile des Kapitels durfte der Bischof nicht aufheben. Verträge durfte er nur mit Zustimmung der Kapitulare abschließen. Neue Domkapitulare und Bischöfe sollten zukünftig die Einhaltung des Vertrags beschwören.

### Spätmittelalter und Frühe Neuzeit

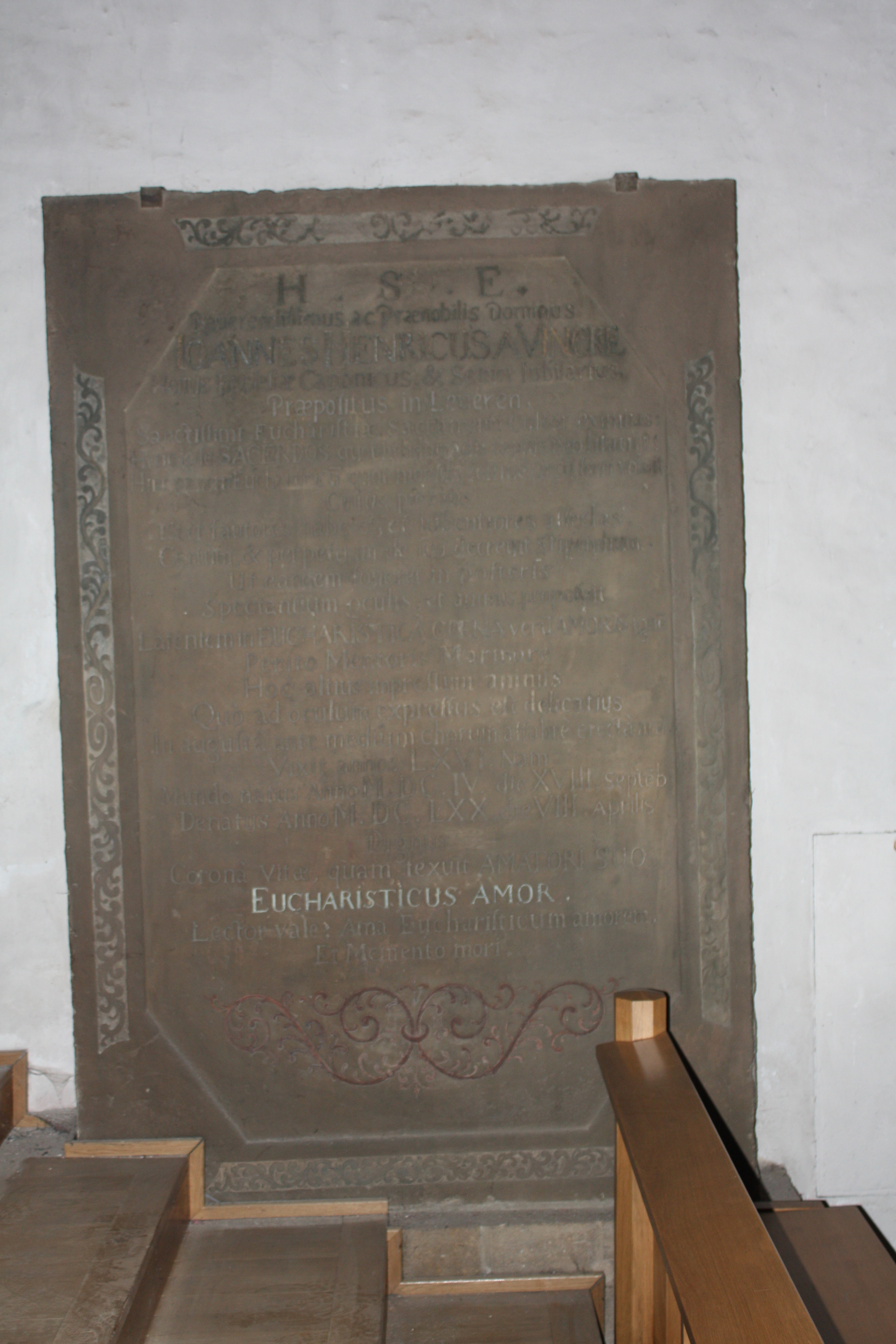
Grabstein des Domkapitulars Johann Heinrich von Vincke

Die Domherren entstammten meistens dem Stiftsadel. Bürgerliche Domherren hatten eine Universitätsausbildung zu absolvieren. Grundsätzlich hat sich an der Zahl der Domstellen bis zum Beginn des 16. Jahrhunderts nichts geändert. Neben 24 Domherren gab es weitere 48 Vikare, acht Altaristen und sechs Choralisten, also insgesamt damit 86 Geistliche. Viele der Domherren hatten allerdings noch Präbenden in anderen Stiften inne und waren damit nicht ständig anwesend.
Nach der Durchsetzung der Reformation versuchte das Kapitel seine Stellung zu behaupten. Im Jahr 1535 hatten sie mit einer Klage Erfolg und es wurde der Dom den Katholiken zur Zeit von Bischof Franz von Waldeck als Pfarrkirche zugewiesen. Auch später war das Domkapitel teilweise weiterhin mit Katholiken besetzt. Im Jahr 1618 zählte es noch 18 Mitglieder. Davon waren 11 katholisch und 7 evangelisch.
Seit dem Homaginalrezess von 1650 waren Zusammensetzung und Aufgaben geregelt. Das Domkapitel war danach weiterhin neben Prälaten und Ritterschaft sowie den Vertretern der Städte und Flecken einer der Landstände im nunmehrigen Fürstentum Minden. Die katholischen Mitglieder übten die bischöflichen Rechte über die verbliebenen Katholiken aus. Das Domkapitel setzte sich aus Angehörigen der katholischen und der evangelischen Konfession zusammen. So war das Amt des Domdechanten stets mit einem Protestanten zu besetzen.
Dort entwickelten sich besondere Formen des Miteinanders. Eine Gottesdienstgemeinschaft zwischen Protestanten und Katholiken gab es nicht. Allerdings sorgte etwa der protestantische Domdechant von Vincke dafür, dass die katholischen Tageszeitgebete (Stundengebet) weiter vollzogen wurden.

### Aufhebung 1810
Gemäß dem Erlass von König Jérôme vom 1. Dezember 1810 erfolgte die Aufhebung vor Ort am 16. Dezember 1810.